# Jurij Sjapotjka
Jurij Pavlovytj Sjapotjka (ukrainska: Юрій Павлович Шапочка), född den 19 september 1952 i Mankivtsi i Ukrainska SSR, Sovjetunionen, är en sovjetisk roddare.
Han tog OS-silver i scullerfyra i samband med de olympiska roddtävlingarna 1980 i Moskva.